# Jornîșce, Kiverți
Jornîșce (în ucraineană Жорнище) este localitatea de reședință a comunei Jornîșce din raionul Kiverți, regiunea Volînia, Ucraina.

## Demografie
Componența lingvistică a localității Jornîșce
     Ucraineană (99,9%)
     Alte limbi (0,1%)
Conform recensământului din 2001, majoritatea populației localității Jornîșce era vorbitoare de ucraineană (99,9%), existând în minoritate și vorbitori de alte limbi.